# Despoina Papamichaīl
Despoina Papamichaīl (in greco Δέσποινα Παπαμιχαήλ?; Prevesa, 9 febbraio 1993) è una tennista greca.

## Carriera
Despoina Papamichaīl ha vinto 17 titoli in singolare e 39 titoli nel doppio nel circuito ITF in carriera. Il 17 ottobre 2022, ha raggiunto il best ranking mondiale nel singolare al numero 143, mentre il 4 dicembre 2023 ha raggiunto il miglior piazzamento mondiale nel doppio, al numero 93.

## Circuito WTA 125

### Doppio

#### Vittorie (1)
| N. | Data            | Torneo                            | Superficie  | Compagna                   | Avversarie in finale                 | Punteggio        |
| 1. | 19 agosto 2023  | Barranquilla Open, Barranquilla   | Cemento     | Valentini Grammatikopoulou | Yuliana Lizarazo María Paulina Pérez | 7-6(2), 7-5      |
| 2. | 3 dicembre 2023 | IEB+ Argentina Open, Buenos Aires | Terra rossa | María Carlé                | María Paulina Pérez Sofia Sewing     | 6-3, 4-6, [11-9] |

#### Sconfitte (1)
| N. | Data            | Torneo                           | Superficie  | Compagna    | Avversarie in finale          | Punteggio        |
| 1. | 7 novembre 2021 | WTA Argentina Open, Buenos Aires | Terra rossa | María Carlé | Irina Bara Ekaterine Gorgodze | 7-5, 5-7, [4-10] |

## Statistiche ITF

### Singolare

#### Vittorie (17)
| Torneo $100.000 (0) |
| Torneo $80.000 (0)  |
| Torneo $75.000 (0)  |
| Torneo $60.000 (1)  |
| Torneo $50.000 (0)  |
| Torneo $40.000 (0)  |
| Torneo $25.000 (4)  |
| Torneo $15.000 (8)  |
| Torneo $10.000 (4)  |

| N.  | Data              | Torneo                                             | Superficie      | Avversaria in finale    | Score            |
| 1.  | 19 settembre 2010 | ITF Women's Circuit Mytilene, Mitilene             | Cemento         | Anna Zaja               | 3–6, 6–3, 7–5    |
| 2.  | 1º maggio 2011    | Torneo Club Tennis Vic, Vic                        | Terra rossa     | Victoria Larrière       | 7–6(10), 6–1     |
| 3.  | 15 maggio 2011    | ITF Women's Circuit Heraklion, Heraklion           | Cemento         | Nicole Rottmann         | 6–1, 3–6, 6–2    |
| 4.  | 22 giugno 2014    | Jolie Ville Golf Women's, Sharm el-Sheikh          | Cemento         | Anna Morgina            | 6-1, 6-3         |
| 5.  | 7 maggio 2017     | Marjorie Sherman, Acri                             | Cemento         | Sadafmoh Tolibova       | 6-1, 6–2         |
| 6.  | 2 luglio 2017     | Tel Aviv Women's Open, Tel Aviv                    | Cemento         | Estelle Cascino         | 7-6(4), 6-3      |
| 7.  | 9 luglio 2017     | Prokuplje Open, Prokuplje                          | Terra rossa     | Maryna Černjšova        | 3-6, 7-6(4), 6-3 |
| 8.  | 3 settembre 2017  | GD Tennis Cup, Adalia                              | Terra rossa     | Bárbara Gatica          | 6–3, 6–3         |
| 9.  | 10 settembre 2017 | GD Tennis Cup, Adalia                              | Terra rossa     | Carolina Alves          | 6-1, 6-4         |
| 10. | 17 settembre 2017 | GD Tennis Cup, Adalia                              | Terra rossa     | Raluca Șerban           | 3–6, 6–2, 7–6(6) |
| 11. | 20 maggio 2018    | Internazionali di San Severo, San Severo           | Terra rossa     | Simona Waltert          | 6-1, 6-2         |
| 12. | 21 aprile 2019    | ITF Women's Circuit Il Cairo, Il Cairo             | Terra rossa     | Nastja Kolar            | 6-3, 4-6, 6-4    |
| 13. | 14 luglio 2019    | XXIX Torneo Internacional de Tenis de Getxo, Getxo | Terra rossa (i) | Sandra Samir            | 6-2, 6-4         |
| 14. | 21 luglio 2019    | Schönbusch Open, Aschaffenburg                     | Terra rossa     | Jule Niemeier           | 6-2, 5-7, 6-2    |
| 15. | 27 giugno 2021    | LTP Charleston Pro Tennis, Charleston              | Terra verde     | Gabriela Cé             | 1-6, 6-3, 6-3    |
| 16. | 13 luglio 2025    | Tiriac Foundation Trophy, Buzău                    | Terra rossa     | Patricia Maria Țig      | 6-4, 1-0 rit.    |
| 17. | 2 agosto 2025     | Knokke Zoute Ladies Open, Knokke-Heist             | Terra rossa     | Anouck Vrancken Peeters | 6-1, 6-2         |

#### Sconfitte (11)
| Torneo $100.000 (0) |
| Torneo $80.000 (0)  |
| Torneo $75.000 (0)  |
| Torneo $60.000 (1)  |
| Torneo $50.000 (0)  |
| Torneo $40.000 (0)  |
| Torneo $25.000 (3)  |
| Torneo $15.000 (1)  |
| Torneo $10.000 (6)  |

| N.  | Data             | Torneo                                                 | Superficie  | Avversaria in finale   | Score               |
| 1.  | 1º agosto 2010   | ITF Women's Circuit Rabat, Rabat                       | Terra rossa | Anastasija Muchametova | 2–6, 0-6            |
| 2.  | 8 maggio 2011    | Petroupoli Cup, Petroupoli                             | Cemento     | Diāna Marcinkēviča     | 7-5, 5-7, 3-6       |
| 3.  | 19 gennaio 2014  | Jolie Ville Golf Women's, Sharm el-Sheikh              | Cemento     | İpek Soylu             | 3–6, 6(0)-7         |
| 4.  | 27 aprile 2014   | Heraklion Hellenic Zeus Circuit, Heraklion             | Cemento     | Maria Sakkarī          | 1-6, 6-1, 3-6       |
| 5.  | 29 giugno 2014   | Jolie Ville Golf Women's, Sharm el-Sheikh              | Cemento     | Jan Abaza              | 2–6, 6–3, 4–6       |
| 6.  | 28 febbraio 2016 | Hammamet Open, Hammamet                                | Terra rossa | Chantal Škamlová       | 1–6, 6–4, 3–6       |
| 7.  | 24 febbraio 2019 | Magic Tours, Monastir                                  | Cemento     | Mirjam Björklund       | 6-1, 6(3)-7, 3-6    |
| 8.  | 5 giugno 2022    | Internazionali Femminili di Tennis di Brescia, Brescia | Terra rossa | Ángela Fita Boluda     | 2-6, 0-6            |
| 9.  | 24 marzo 2024    | ITF WTT Kaeline Pro Series, Larnaca                    | Terra rossa | Loïs Boisson           | 2-6, 0-6            |
| 10. | 4 maggio 2025    | 3D Payments Cup, Boca Raton                            | Terra verde | Luisina Giovannini     | 1-6, 1-6            |
| 11. | 25 maggio 2025   | Women's Santo Domingo, Santo Domingo                   | Terra rossa | Katarina Jokić         | 6(8)-7, 7-6(0), 2-6 |

### Doppio

#### Vittorie (39)
| Torneo $100.000 (0) |
| Torneo $80.000 (0)  |
| Torneo $75.000 (0)  |
| Torneo $60.000 (3)  |
| Torneo $50.000 (0)  |
| Torneo $40.000 (1)  |
| Torneo $25.000 (11) |
| Torneo $15.000 (4)  |
| Torneo $10.000 (20) |

| N.  | Data              | Torneo                                                       | Superficie  | Compagna                  | Avversarie in finale                       | Punteggio           |
| 1.  | 3 marzo 2012      | Open GDF SUEZ Bron-Parilly, Bron                             | Cemento (i) | Diāna Marcinkēviča        | Justine Ozga Isabella Šinikova             | 7-5, 7-5            |
| 2.  | 10 marzo 2012     | Open GDF SUEZ de Bourgogne, Digione                          | Cemento (i) | Diāna Marcinkēviča        | Jana Sizikova Alison Van Uytvanck          | 7-5, 7-6(7)         |
| 3.  | 14 luglio 2012    | Trofeo Mabo, Torino                                          | Terra rossa | Lucia Cervera-Vazquez     | Estelle Guisard Katharina Negrin           | 3–6, 6–3, [10–6]    |
| 4.  | 19 agosto 2012    | Torneo Città di Locri, Locri                                 | Terra rossa | Sara Sorribes Tormo       | Kana Daniel Nastassia Rubel                | 6-1, 6-0            |
| 5.  | 16 febbraio 2013  | Jolie Ville Golf Women's, Sharm el-Sheikh                    | Cemento     | Alice Savoretti           | Elena Teodora Cadar Patricia Maria Țig     | 6-3, 6-4            |
| 6.  | 27 aprile 2013    | Internazionali di San Severo, San Severo                     | Terra rossa | Giulia Sussarello         | Alice Balducci Chiara Mendo                | w/o                 |
| 7.  | 17 agosto 2013    | Torneo Città di Locri, Locri                                 | Terra rossa | Federica Di Sarra         | Alice Matteucci Camilla Rosatello          | 6-3, 3-6, [10-4]    |
| 8.  | 26 aprile 2014    | Heraklion Hellenic Zeus Circuit, Heraklion                   | Cemento     | Polina Lejkina            | Marie Benoît Kimberley Zimmermann          | 6-2, 6-2            |
| 9.  | 21 giugno 2014    | Jolie Ville Golf Women's, Sharm el-Sheikh                    | Cemento     | Arabela Fernández Rabener | Mai El Kamash Yasmin Hamza                 | 6-3, 6-3            |
| 10. | 13 settembre 2014 | Allianz Cup, Sofia                                           | Terra rossa | Lina Ǵorčeska             | Rebecca Šramková Džulija Terzijska         | 6-1, 6-4            |
| 11. | 19 dicembre 2014  | Ganesh Naik ITF Women's Tennis Tournament, Navi Mumbai       | Cemento     | Nina Stojanović           | Miyabi Inoue Miki Miyamura                 | 7–6(5), 6–2         |
| 12. | 1º maggio 2015    | Forte Village International Tournament, Pula                 | Terra rossa | Nastja Kolar              | Diana Buzean Alice Matteucci               | 6-1, 1-6, [10-8]    |
| 13. | 30 maggio 2015    | Jolie Ville Golf Women's, Sharm el-Sheikh                    | Cemento     | Alice Matteucci           | Elena-Teodora Cadar Eleni Kordolaimi       | 6-3, 6-4            |
| 14. | 6 giugno 2015     | Jolie Ville Golf Women's, Sharm el-Sheikh                    | Cemento     | Alice Matteucci           | Grace Dixon Ella Leivo                     | 6-1, 6-3            |
| 15. | 31 luglio 2015    | Torneo Internazionale Femminile Antico Tiro a Volo, Roma     | Terra rossa | Claudia Giovine           | Tara Moore Conny Perrin                    | 6-4, 7-6(2)         |
| 16. | 29 agosto 2015    | AEGON Pro Series Foxhills, Woking                            | Cemento     | Claudia Giovine           | Harriet Dart Katy Dunne                    | 6-2, 6-1            |
| 17. | 5 settembre 2015  | GD Tennis Cup, Adalia                                        | Cemento     | Nina Stojanović           | Cristiana Ferrando Chiara Grimm            | 1–6, 6–1, [10–5]    |
| 18. | 12 settembre 2015 | Forte Village International Tournament, Pula                 | Terra rossa | Carla Touly               | Nina Stadler Kimberley Zimmermann          | 6-3, 6-4            |
| 19. | 27 febbraio 2016  | Hammamet Open, Hammamet                                      | Terra rossa | Chantal Škamlová          | Petra Januskova Svjatlana Piraženka        | 6–2, 6(5)-7, [10–5] |
| 20. | 19 marzo 2016     | Hammamet Open, Hammamet                                      | Terra rossa | Georgia Brescia           | Alice Balducci Claudia Giovine             | 4–6, 6–2, [10–7]    |
| 21. | 25 aprile 2016    | Jolie Ville Golf Women's, Sharm el-Sheikh                    | Cemento     | Samantha Murray           | Ola Abou Zekry Jaqueline Cristian          | 6–3, 6–2            |
| 22. | 2 maggio 2016     | Jolie Ville Golf Women's, Sharm el-Sheikh                    | Cemento     | Samantha Murray           | Nidhi Chilumula Rishika Sunkara            | 3–6, 6–2, [10–1]    |
| 23. | 5 agosto 2016     | ITF Women's Circuit Târgu Jiu, Târgu Jiu                     | Terra rossa | Jaqueline Cristian        | Julieta Lara Estable Daniela Farfan        | 6(5)-7, 6-0, [10-5] |
| 24. | 20 agosto 2016    | Jolie Ville Golf Women's, Sharm el-Sheikh                    | Cemento     | Ana Veselinović           | Berfu Cengiz Dhruthi Tatachar Venugopal    | 7–6(4), 1–6, [10–5] |
| 25. | 19 novembre 2016  | Heraklion Hellenic Zeus Circuit, Heraklion                   | Cemento     | Manon Arcangioli          | Emilie Francati Sarah Beth Grey            | 6-4, 6-2            |
| 26. | 28 gennaio 2017   | Hammamet Open, Hammamet                                      | Terra rossa | Laura Pigossi             | Victoria Muntean Sun Xuliu                 | 6–3, 4–6, [10–5]    |
| 27. | 6 maggio 2017     | Marjorie Sherman, Acri                                       | Cemento     | Vlada Ekshibarova         | Shelly Krolitzky Maya Tahan                | 6-4, 6-3            |
| 28. | 15 luglio 2018    | Reinert Open, Versmold                                       | Terra rossa | Pemra Özgen               | Olga Danilović Nina Stojanović             | 1-6, 6-2, [10-4]    |
| 29. | 21 luglio 2018    | Darmstadt Tennis International, Darmstadt                    | Terra rossa | Martina Colmegna          | Romy Kölzer Aymet Uzcátegui                | 6–4, 3–6, [10–6]    |
| 30. | 14 ottobre 2018   | Torneo Internacional Ct El Collao, Riba-roja de Túria        | Terra rossa | Aliona Bolsova            | Marina Bassols Ribera Angela Fita Boluda   | 6-2, 6-2            |
| 31. | 21 aprile 2019    | ITF Women's Circuit Il Cairo, Il Cairo                       | Terra rossa | Melanie Klaffner          | Júlia Konishi Camargo Silva Katya Malikova | 6-3, 6-1            |
| 32. | 28 aprile 2019    | ITF Women's Circuit Il Cairo, Il Cairo                       | Terra rossa | Simona Waltert            | Rana Sherif Amed Mayar Sherif              | 6-3, 6-2            |
| 33. | 14 settembre 2019 | Frýdek Místek Open Cup, Frýdek-Místek                        | Terra rossa | Lea Bošković              | Oana Georgeta Simion Julia Wachaczyk       | 6–3, 6-2            |
| 34. | 9 ottobre 2021    | Loule Ladies Open, Loulé                                     | Cemento     | Natalija Stevanović       | Francisca Jorge Matilde Jorge              | 6-2, 7-5            |
| 35. | 11 giugno 2022    | Internazionali Femminili di Tennis Città di Caserta, Caserta | Terra rossa | Camilla Rosatello         | Francisca Jorge Matilde Jorge              | 4-6, 6-2, [10-6]    |
| 36. | 11 febbraio 2023  | CMDX Open, Città del Messico                                 | Cemento     | Raluca Șerban             | Yuliana Lizarazo María Paulina Pérez       | 3-6, 6-4, [10-4]    |
| 37. | 23 marzo 2024     | ITF WTT Kaeline Pro Series, Larnaca                          | Cemento     | Francesca Curmi           | Leonie Küng Eliz Maloney                   | 6-3, 6-2            |
| 38. | 8 giugno 2024     | Internazionali Femminili di Tennis Città di Caserta, Caserta | Terra rossa | Yuliana Lizarazo          | Ali Collins María Paulina Pérez            | 4-6, 6-3, [10-3]    |
| 39. | 2 agosto 2025     | Knokke Zoute Ladies Open, Knokke-Heist                       | Terra rossa | Anastasia Abbagnato       | Yara Bartashevich Sarah van Emst           | 7-5, 6-1            |

#### Sconfitte (35)
| Torneo $100.000 (1) |
| Torneo $80.000 (0)  |
| Torneo $75.000 (0)  |
| Torneo $60.000 (3)  |
| Torneo $50.000 (0)  |
| Torneo $40.000 (2)  |
| Torneo $25.000 (9)  |
| Torneo $15.000 (5)  |
| Torneo $10.000 (15) |

| N.  | Data             | Torneo                                                          | Superficie      | Compagna                  | Avversarie in finale                            | Punteggio           |
| 1.  | 30 aprile 2011   | Torneo Club Tennis Vic, Vic                                     | Terra rossa     | Andrea Gámiz              | Simona Dobrá Tereza Hladíková                   | 2-6, 1-6            |
| 2.  | 3 novembre 2012  | Heraklion Hellenic Zeus Circuit, Heraklion                      | Cemento         | Despoina Vogasari         | Manon Arcangioli Laëtitia Sarrazin              | 4-6, 4-6            |
| 3.  | 13 aprile 2013   | Heraklion Hellenic Zeus Circuit, Heraklion                      | Sintetico       | Giulia Sussarello         | Marina Mel'nikova Teodora Mirčić                | 1-6, 4-6            |
| 4.  | 18 gennaio 2014  | Jolie Ville Golf Women's, Sharm el-Sheikh                       | Cemento         | Gaia Sanesi               | Melis Sezer İpek Soylu                          | 6–4, 4–6, [3–10]    |
| 5.  | 31 gennaio 2014  | Jolie Ville Golf Women's, Sharm el-Sheikh                       | Cemento         | Polina Lejkina            | Valentina Ivachnenko Veronika Kapšaj            | 6(5)-7, 2-6         |
| 6.  | 22 marzo 2014    | Forte Village International Tournament, Pula                    | Terra rossa     | Alice Matteucci           | Yuliana Lizarazo Alexandra Nancarrow            | 3–6, 6–4, [9–11]    |
| 7.  | 29 marzo 2014    | Forte Village International Tournament, Pula                    | Terra rossa     | Rosalie van der Hoek      | Olga Sáez Larra Alexandra Nancarrow             | 3–6, 6–4, [8–10]    |
| 8.  | 19 aprile 2014   | Heraklion Hellenic Zeus Circuit, Heraklion                      | Cemento         | Maria Sakkarī             | Natela Dzalamidze Valentini Grammatikopoulou    | 7–6(6), 3–6, [5–10] |
| 9.  | 16 agosto 2014   | Aegon GB Pro-Series Foxhills, Woking                            | Cemento         | Alice Matteucci           | Yumi Miyazaki Mari Tanaka                       | 2-6, 5-7            |
| 10. | 12 ottobre 2014  | Rock Hill Rocks Open, Rock Hill                                 | Cemento         | Janina Toljan             | Cindy Burger Sharon Fichman                     | 6–4, 1–6, [6–10]    |
| 11. | 11 aprile 2015   | Heraklion Hellenic Zeus Circuit, Heraklion                      | Cemento         | Tamara Čurović            | Valentini Grammatikopoulou Anastasija Komardina | 2-6, 3-6            |
| 12. | 12 luglio 2015   | Internazionali di Imola, Imola                                  | Sintetico       | Bernarda Pera             | Claudia Giovine Xenia Knoll                     | 5–7, 2–6            |
| 13. | 9 agosto 2015    | Knoll Open, Bad Saulgau                                         | Terra rossa     | Maria Sakkarī             | Cristina Dinu Diana Buzean                      | 6–2, 3–6, [8–10]    |
| 14. | 16 gennaio 2016  | AlSolaimaneyah Women's, Il Cairo                                | Terra rossa     | Ola Abou Zekry            | Petra Krejsová Chantal Škamlová                 | 4–6, 0–6            |
| 15. | 30 gennaio 2016  | AlSolaimaneyah Women's, Il Cairo                                | Terra rossa     | Ola Abou Zekry            | Petra Krejsová Chantal Škamlová                 | 6(2)-7, 3-6         |
| 16. | 20 febbraio 2016 | Hammamet Open, Hammamet                                         | Terra rossa     | Chantal Škamlová          | Petra Januskova Svjatlana Piraženka             | 3-6, 2-6            |
| 17. | 26 marzo 2017    | Jolie Ville Golf Women's, Sharm el-Sheikh                       | Cemento         | Karin Kennel              | Veronika Kapšaj Anastasyja Šošjna               | 1-6, 2-6            |
| 18. | 23 aprile 2017   | Jolie Ville Golf Women's, Sharm el-Sheikh                       | Cemento         | Ola Abou Zekry            | Anastasija Pribjlova Naomi Totka                | 1–6, 6–3, [12–14]   |
| 19. | 2 luglio 2017    | Amarante Ladies Open, Amarante                                  | Cemento         | Jessica Crivelletto       | Tereza Mihalíková Inês Murta                    | 6(5)-7, 3-6         |
| 20. | 25 marzo 2017    | Lyttos Beach ITF Pro Circuit, Heraklion                         | Terra rossa     | Ol'ha Jančuk              | Mira Antonitsch Karman Thandi                   | 0-6, 3-6            |
| 21. | 22 aprile 2017   | Al-Solaimaneyah Women's Future, Il Cairo                        | Terra rossa     | Bojana Marinković         | Mariam Bolkvadze Tereza Mihalíková              | 6(7)-7, 3-6         |
| 22. | 20 gennaio 2018  | Hammamet Open, Hammamet                                         | Terra rossa     | Catalina Pella            | Karin Kennel Marija Marfutina                   | 5-7, 2-6            |
| 23. | 16 febbraio 2019 | Magic Tours, Monastir                                           | Cemento         | Andrea Lázaro García      | Miriam Bulgaru Cristina Ene                     | 3–6, 6(5)-7         |
| 24. | 23 febbraio 2019 | Magic Tours, Monastir                                           | Cemento         | Andrea Lázaro García      | Arianne Hartono Eva Vedder                      | 4-6, 6-3, [7-10]    |
| 25. | 12 maggio 2019   | Torneo Internacional de Tenis Femenino Ciudad de Monzón, Monzón | Cemento         | Nina Stojanović           | Jana Fett Dalma Gálfi                           | 6(2)-7, 2-6         |
| 26. | 25 maggio 2019   | Marjorie Sherman Women's Tournament, Gerusalemme                | Cemento         | Samantha Murray Sharan    | Julija Hatouka Tereza Mihalíková                | 6-2, 4-6, [8-10]    |
| 27. | 20 luglio 2019   | Schönbusch Open, Aschaffenburg                                  | Terra rossa     | Irene Burillo Escorihuela | Tatiana Pieri Ivana Popovic                     | 6(5)-7, 4-6         |
| 28. | 7 dicembre 2019  | Precision Solapur Open Women's ITF, Solapur                     | Cemento         | Berfu Cengiz              | Ulrikke Eikeri Ankita Raina                     | 7-5, 4-6, [3-10]    |
| 29. | 18 giugno 2022   | Macha Lake Open, Česká Lípa                                     | Terra rossa     | Nuria Brancaccio          | Karolína Kubáňová Aneta Kučmová                 | 2-6, 6(9)-7         |
| 30. | 20 maggio 2023   | Open Villa de Madrid, Madrid                                    | Terra rossa     | Eleni Christofi           | Mai Hontama Eri Hozumi                          | 0-6, 5-7            |
| 31. | 10 giugno 2023   | Internazionali Femminili di Tennis Città di Caserta, Caserta    | Terra rossa     | Camilla Rosatello         | Anastasija Tichonova Moyuka Uchijima            | 4-6, 2-6            |
| 32. | 20 aprile 2024   | Axion Open, Chiasso                                             | Terra rossa     | Simona Waltert            | Emily Appleton Lena Papadakis                   | 6-4, 4-6, [6-10]    |
| 33. | 8 marzo 2025     | Torneo Akari, Chihuahua                                         | Terra rossa     | Elenē Christofē           | Jessie Aney Jessica Failla                      | 3-6, 5-7            |
| 34. | 29 marzo 2025    | Circuito Banco BRB, Vacaria                                     | Terra rossa (i) | Julia Riera               | Robin Anderson Alicia Herrero Liñana            | 5-7, 4-6            |
| 35. | 4 maggio 2025    | 3D Payments Cup, Boca Raton                                     | Terra verde     | Gergana Topalova          | Ayana Akli Diae El Jardi                        | 6(1)-7, 5-7         |